# أربيان طرابلسي
أربيان طرابلسي (الاسم العلمي: Anthemis tripolitana) هو نوع نباتي يتبع جنس الأربيان من الفصيلة النجمية.

## الموئل والانتشار
الانتشار والموئل في بلاد الشام.